# Jaci Jaterê

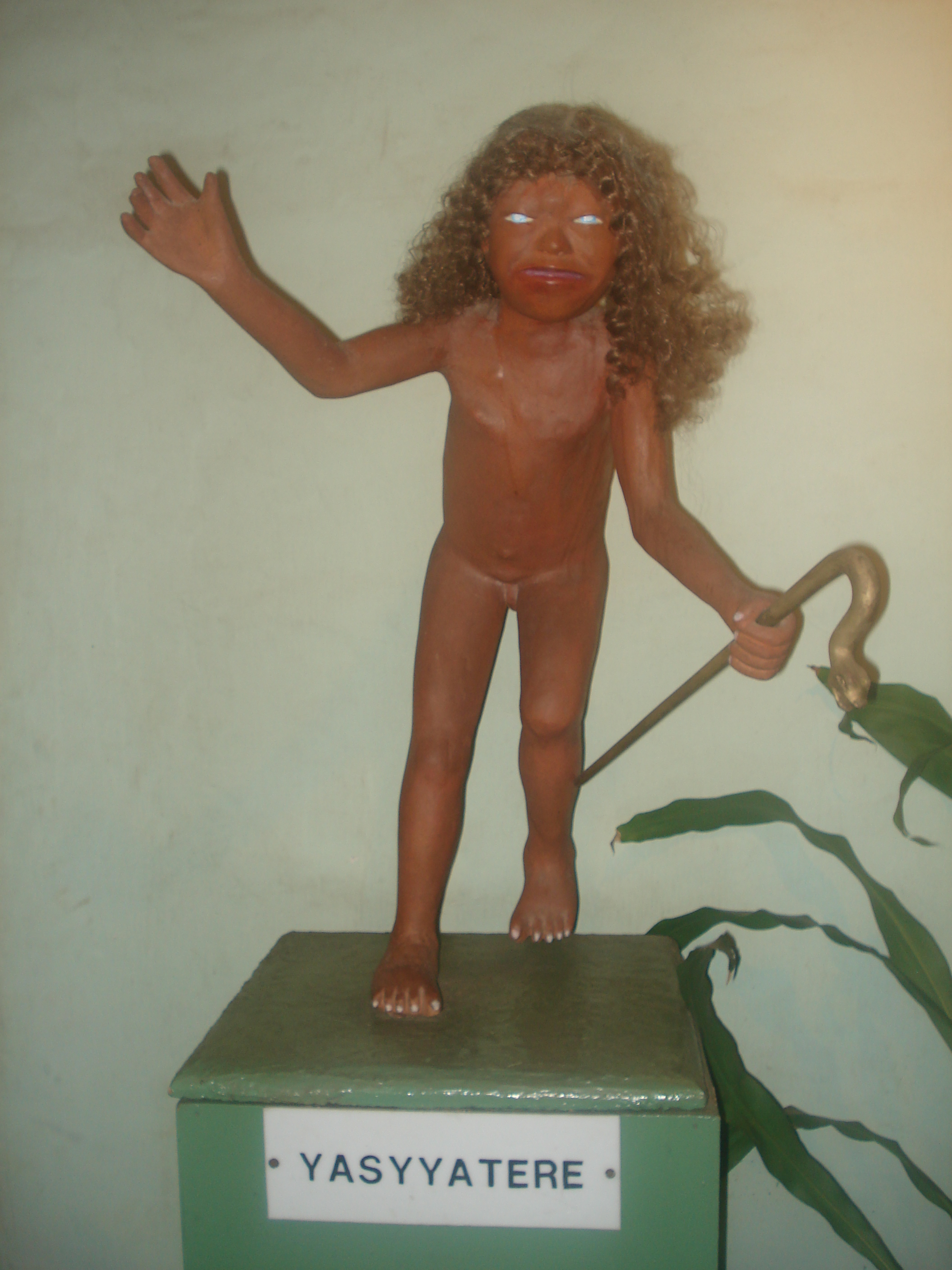
Representação artística contemporânea

Jaci Jaterê (também grafado como Jasy Jatere em Guarani e Yasy Yateré em espanhol) é uma importante figura da Mitologia guarani. Um dos sete filhos de Tau e Kerana, as lendas de Yacy Yateré são das mais importantes da cultura das populações que falam o idioma Guarani, na América do Sul.
Com um nome que significa literalmente pedaço da Lua, é único dentre os seus irmãos a não possuir uma aparência monstruosa. Usualmente é descrito como um homem de pequena estatura, ou talvez uma criança, aloirado e às vezes com olhos azuis. Tem uma aparência distinta, algumas vezes descrita como bela ou encantadora, e carrega um bastão ou cajado mágico. Como a maioria de seus irmãos, habita na mata, sendo considerado o protetor da erva-mate. Algumas vezes é visto como protetor dos tesouros escondidos.
Jaci Jaterê também é considerado o senhor da sesta, o tradicional descanso ao meio do dia das culturas latino-americanas. De acordo com uma das versões do mito, ele deixa a floresta e percorre as vilas procurando por crianças que não descansam durante a sesta. Embora seja naturalmente invisível, ele se mostra a essas crianças e aquelas que veem seu cajado caem em transe ou ficam catalépticas. Algumas versões dizem que essas crianças são levadas para um local secreto da floresta, onde brincam até o fim da sesta, quando recebem um beijo mágico que as devolve a suas camas, sem memória da experiência.
Outras são menos claras, onde as crianças são transformadas em feras ou entregues ao seu irmão Ao Ao, uma criatura canibal que se alimenta delas. Muitas lendas Guarani têm muitas versões por serem apenas orais, mas está claro que a intenção é manter as crianças obedientes e sossegadas durante a sesta.
Como já foi dito, o poder de Jaci Jaterê vem de seu bastão mágico, e se alguém for capaz de tirar seu cajado, ele se atira ao chão e chora como uma criança pequena. Neste estado, se alguém perguntar pelos tesouros escondidos, recebe uma recompensa, lenda semelhante ao Leprechaun ou duende europeu.
Alguns estudos associam o Jaci Jaterê à gênese da lenda do Saci Pererê, que por influências africanas e europeias acabou por se distanciar das características originais.